# Michael von der Schulenburg
Michael von der Schulenburg (né le 16 octobre 1948 à Munich) est un diplomate et homme politique allemand de BSW, secrétaire général adjoint des Nations unies de 2005 à 2012. Il est élu député européen sur la liste menée par Fabio De Masi lors des élections européennes de 2024.

## Biographie

### Jeunesse
Michael von der Schulenburg naît le 16 octobre 1948 à Munich en Bavière d'une famille d'aristocrates allemands. Il grandit en République démocratique allemande et fait son service militaire obligatoire de 18 mois dans l'Armée populaire nationale entre octobre 1967 et mai 1968 à Oranienburg. Un an plus tard, il s’évade à l’Ouest avec son frère en se cachant dans un bateau.
Il obtient une maitrise d'économie à l'Université libre de Berlin en 1975 avant d'étudier à l'Ecole nationale d'administration jusqu'en 1978.

### Carrière diplomatique
Entre 2009 et 2012, von der Schulenburg occupe le poste de représentant des Nations unies au Sierra Leone où il pilote la reconstruction des institutions politiques après le départ de la MINUSIL. Lors de cette mission, il s'interpose pour sauver 22 militants du Parti du peuple de Sierra Leone d’un lynchage par des membres du parti rival du Congrès de tout le peuple.

### Carrière politique
Von der Schulenburg rejoint BSW - Pour la raison et la justice, le parti de Sahra Wagenknecht pour les élections européennes de 2024. En troisième place sur la liste, il est élu député européen.

## Hommage et distinctions
- Grand commandeur de l'Ordre de la république du Sierra Leone[5]

## Publications
- (en) On Building Peace – Rescuing the Nation State and Saving the United Nations, Amsterdam, Amsterdam University Press, 2017.